# Kári Reynheim
Kári Reynheim (Tórshavn, 15 febbraio 1964) è un allenatore di calcio ed ex calciatore faroese, di ruolo attaccante.

## Carriera

### Giocatore

#### Club
Reynheim vestì la maglia dello HB Tórshavn, prima di passare al Grand Bodø. Tornò ancora allo HB Tórshavn, per poi trasferirsi al B36 Tórshavn. Successivamente, militò nelle file del Sørvág, nuovamente dello HB Tórshavn, dell'Eidsvold Turn, del B71 Sandur, dell'AB Argir, del Fram Reykjavík e dello MB Miðvágur.

#### Nazionale
Conta 27 presenze e 2 reti per le Fær Øer.

### Allenatore
Nel 2001, fu allenatore-giocatore del B71 Sandur e nel 2004 ricoprì lo stesso incarico allo AB Argir. Dopo aver guidato il Fram Tórshavn dal 2005 al 2006, fu nuovamente allenatore-giocatore allo MB Miðvágur. Dal 2012, è il tecnico dello NSÍ Runavík.

## Palmarès

### Giocatore

#### Competizioni nazionali
- Coppa delle Isole Fær Øer: 4

HB Tórshavn: 1984, 1987, 1995
B36 Tórshavn: 1991